# Hypoatherina tsurugae
Hypoatherina tsurugae är en fiskart som först beskrevs av Jordan och Starks, 1901.  Hypoatherina tsurugae ingår i släktet Hypoatherina och familjen silversidefiskar. Inga underarter finns listade i Catalogue of Life.